# Senidah
Senidah, pseudonimo di Senida Hajdarpašić (Lubiana, 9 aprile 1985), è una cantante slovena.

## Biografia
Nata a Lubiana con origini montenegrine, ha fatto parte del gruppo musicale Muff, con il quale nel 2014 ha preso parte all'Evrovizijska Melodija, il processo di selezione eurovisiva sloveno, presentando Let Me Be (Myself) e terminando in finale al 2º posto.
Ha intrapreso la carriera musicale da solista nel 2018, pubblicando il singolo Slađana, che ha trovato successo regionale, permettendole di vincere il premio di canzone hip hop/rap dell'anno alla Music Awards Ceremony, tenutasi presso la Štark Arena, in Serbia, oltre a divenire uno dei dieci brani più riprodotti su Deezer dell'anno sia in Serbia sia in Bosnia ed Erzegovina, l'unica piattaforma di streaming musicale disponibile nei due paesi nel corso degli anni dieci. Si tratta del singolo apripista dell'album in studio di debutto Bez tebe, cantato interamente in serbo e uscito nel 2019, che le è valsa la statuetta come Nagradu nova regionalna zvijezda, assegnata dalla rete televisiva Pink. Sempre nel 2019 ha inciso una collaborazione con Jala Brat e Buba Corelli intitolata Kamikaza, certificata oro dalla IFPI Austria, che è divenuta la prima entrata dell'artista nella classifica austriaca, e con RAF Camora in 100%, che ha esordito alla 3ª posizione in Austria, alla 6ª in Svizzera e alla 28ª nelle Offizielle Deutsche Charts. Nel corso dell'anno è andata in tournée in Albania, Bosnia ed Erzegovina, Montenegro e Serbia.
L'anno successivo ha ricevuto altri due MAC grazie alla popolarità riscontrata da Mišići, risultando l'artista più premiata della serata. Nel 2021 ha inciso con il cantante bosniaco Dino Merlin il singolo Dođi, che è stato premiato con il Jana Story Hall of Fame al miglior duetto e che ha segnato il primo ingresso della cantante nella HR Top 40 croata, e ha dato al via al Restart Tour, con il fine di promuovere la sua musica in suolo sloveno.
Nel 2022 è stato messo in commercio Behute, la sua prima entrata da solista nella graduatoria austriaca e svizzera, nonché la prima numero uno della Croatia Songs per quattro settimane consecutive. Qualche mese dopo viene pubblicato Play with Heart, l'inno ufficiale del campionato europeo femminile di pallamano. Za tebe, il suo secondo LP, è stato messo in commercio nel novembre 2022 ed è entrato al 53º posto della Ö3 Austria Top 40; lo stesso include gli estratti Behute e Dva prsta, e la traccia Level, seconda top five dell'artista in Croazia.
Nel febbraio 2025 ha fatto ritorno sulle scene musicali col terzo album Sen i dah, anch'esso classificatosi in Austria; uno degli estratti, Delija (2024), ha segnato il suo miglior picco (2º posto) nella Croatia Songs da Behute (2022). È stato inoltre diffuso l'album dal vivo Live from Belgrade, registrato in concerto presso lo stadio Tašmajdan nell'agosto precedente.

## Discografia

### Da solista

#### Album in studio
- 2019 – Bez tebe
- 2022 – Za tebe
- 2025 – Sen i dah

#### Album dal vivo
- 2025 – Live from Belgrade

#### Singoli
- 2018 – Slađana
- 2018 – Belo
- 2018 – 4 strane sveta
- 2018 – Bez tebe
- 2019 – Ride
- 2019 – Mišići
- 2019 – Sve bih (con Atlas Erotika)
- 2019 – 202
- 2019 – Kamikaza (con Jala Brat e Buba Corelli)
- 2019 – 100% (con RAF Camora)
- 2020 – Samo uživaj
- 2020 – Ko je
- 2020 – Piješ
- 2020 – Viva mahalla
- 2021 – Dođi (con Dino Merlin)
- 2021 – Deca techna (con Cazzafura)
- 2021 – Replay
- 2021 – Balkanka
- 2021 – Fama
- 2022 – Behute
- 2022 – Jadnaja
- 2022 – Druga strana
- 2022 – Play with Heart
- 2022 – Dva prsta
- 2024 – #77
- 2024 – Greh (con Cazzafura)
- 2024 – Delija
- 2024 – Alo alo
- 2024 – Idi gade
- 2024 – Omen
- 2024 – Phuket

### Muff
- 2014 – Muff

## Riconoscimenti
- Jana Story Hall of Fame
  - 2022 – Miglior duetto per Dođi[19]

- Music Awards Ceremony
  - 2019 – Canzone hip hop/rap dell'anno per Slađana[8]
  - 2020 – Canzone trap dell'anno per Mišići[18]
  - 2020 – Golden MAC[18]

- Pink
  - 2019 – Nagradu nova regionalna zvijezda[11]